# مولسهایم
مولسهایم (به آلمانی: Mölsheim) یک شهر در آلمان است که در آلزی-ورمز واقع شده‌است. مولسهایم ۶۰۱ نفر جمعیت دارد.